# Chillicothe (Texas)
Chillicothe es una ciudad ubicada en el condado de Hardeman en el estado estadounidense de Texas. En el Censo de 2010 tenía una población de 707 habitantes y una densidad poblacional de 267,36 personas por km².

## Geografía
Chillicothe se encuentra ubicada en las coordenadas 34°15′21″N 99°30′51″O / 34.25583, -99.51417. Según la Oficina del Censo de los Estados Unidos, Chillicothe tiene una superficie total de 2.64 km², de la cual 2.64 km² corresponden a tierra firme y (0%) 0 km² es agua.

## Demografía
Según el censo de 2010, había 707 personas residiendo en Chillicothe. La densidad de población era de 267,36 hab./km². De los 707 habitantes, Chillicothe estaba compuesto por el 86.85% blancos, el 4.24% eran afroamericanos, el 0.71% eran amerindios, el 0.42% eran asiáticos, el 0% eran isleños del Pacífico, el 6.22% eran de otras razas y el 1.56% pertenecían a dos o más razas. Del total de la población el 29.56% eran hispanos o latinos de cualquier raza.